# 大竹警察署
大竹警察署（おおたけけいさつしょ）は広島県警察が管轄する警察署の一つである。

## 所在地
- 広島県大竹市本町一丁目8番10号

## 管轄区域
- 大竹市

## 沿革
- 1877年3月佐伯郡玖波村に広島警察署廿日市分署第一分屯所が設置される。
- 1882年12月第一分屯所が佐伯郡大竹村に移転し、大竹分署と改称する。
- 1886年11月広島警察署廿日市分署が廿日市警察署に昇格したため、大竹分署は廿日市警察署の管轄下に入る。
- 1926年7月廿日市警察署大竹分署が大竹警察署に昇格する。
- 1948年1月佐伯郡大竹町及び小方村に自治体警察署が設置され、従来の大竹警察署は佐伯地区警察署大竹警部補派出所になる。
- 1951年10月大竹・小方両町（小方村は1951年2月11日町制施行）の自治体警察署が廃止され、佐伯地区警察署大竹警部補派出所はこれらを吸収した上で大竹地区警察署になる。
- 1954年7月広島県大竹警察署になる。
- 1954年9月佐伯郡の大竹・小方・玖波各町及び栗谷村、友和村松ヶ原が対等合併して大竹市が発足する。

## 交番
（）内は所在地
- 大竹駅前交番（大竹市新町一丁目）
- 小方交番（大竹市港町一丁目）

## 警察官駐在所
（）内は所在地
- 玖波警察官駐在所（大竹市玖波一丁目）